# Jesse-Juho Kuusisto
Jesse-Juho Kuusisto (27 de março de 1991) é um futebolista finlandês que já atuou no Ilves.